# Robert Drzazga
Robert Drzazga – polski prawnik i dyplomata, konsul generalny RP w Lyonie (od 2024).

## Życiorys
Robert Drzazga ukończył studia na Wydziale Prawa i Administracji Uniwersytetu Warszawskiego. Jest absolwentem X promocji Krajowej Szkoły Administracji Publicznej (2000–2002).
W 2002 został zatrudniony w Ministerstwie Spraw Zagranicznych, gdzie pracował w Departamencie Prawno-Traktatowym jako specjalista oraz naczelnik Wydziału Prawa Publicznego. W latach 2010–2015 pełnił funkcje kierownika Wydziału Politycznego oraz, czasowo, chargé d’affaires a.i. w Stałym Przedstawicielstwie RP przy Radzie Europy w Strasburgu. Po powrocie był zastępcą dyrektora Departamentu Prawno-Traktatowego (2015–2016). W latach 2018–2022 został oddelegowany do Wspólnoty Demokracji na stanowisko dyrektora wykonawczego. Po powrocie do MSZ odpowiadał za problematykę Organizacji ds. Zakazu Broni Chemicznej w Departamencie Polityki Bezpieczeństwa. Od stycznia do sierpnia 2024 był zastępcą dyrektora kierującym Biurem Szefa Służby Zagranicznej MSZ. 29 sierpnia 2024 został Konsulem Generalnym RP w Lyonie.
Żonaty, ojciec dwójki dzieci. Zna biegle angielski, francuski i niemiecki oraz komunikatywnie rosyjski.